# Persone di nome Juan
| Questa pagina contiene informazioni ricavate automaticamente dalle voci biografiche con l'ausilio del template Bio e di un bot. L'aggiornamento è periodico e automatico e ricostruisce completamente la pagina. Se manca una persona in questa lista, sei pregato di non aggiungerla, ma accertati piuttosto che la sua voce biografica contenga il template Bio e che i dati anagrafici siano correttamente compilati. Se il template Bio manca, inseriscilo tu stesso o, in alternativa, metti l'avviso {{tmp\|Bio}} che ne segnala la mancanza. Se i dati riportati sono sbagliati, correggi direttamente la voce biografica; le modifiche saranno visibili in questa lista entro pochi giorni. Per chiarimenti vedi il progetto antroponimi. La lista contiene solo le 1.641 persone che sono citate nell'enciclopedia e per le quali è stato implementato correttamente il template Bio. Pagina aggiornata al 6 ago 2025. |

Questa è una lista di persone presenti nell'enciclopedia che hanno il nome Juan, suddivise per attività principale.

## Allenatori di calcio a 5(3)
- Juan Luis Alonso Doral, allenatore di calcio a 5 spagnolo (Madrid, n. 1976)
- Juan Ramón Calvo, allenatore di calcio a 5 e ex giocatore di calcio a 5 spagnolo (Madrid, n. 1982)
- Juan Francisco Fuentes, allenatore di calcio a 5 spagnolo (Murcia, n. 1979)

## Allenatori di hockey su pista(1)
- Juan Copa, allenatore di hockey su pista e ex hockeista su pista spagnolo (La Coruña, n. 1970)

## Allenatori di pallacanestro(2)
- Carmelo Ortega, allenatore di pallacanestro cubano (Bejucal, n. 1938 - L'Avana, † 2016)
- Pablo Pin, allenatore di pallacanestro spagnolo (Granada, n. 1982)

## Allenatori di pallavolo(2)
- Juan Figueroa, allenatore di pallavolo e ex pallavolista portoricano (San Juan, n. 1986)
- Juan Miguel Ruiz, allenatore di pallavolo e ex pallavolista portoricano (Arroyo, n. 1981)

## Allenatori di tennis(3)
- Joan Balcells, allenatore di tennis e ex tennista spagnolo (Barcellona, n. 1975)
- Juan Ignacio Chela, allenatore di tennis e ex tennista argentino (Buenos Aires, n. 1979)
- Juan Carlos Ferrero, allenatore di tennis e ex tennista spagnolo (Ontinyent, n. 1980)

## Alpinisti(1)
- Juanito Oiarzabal, alpinista e scrittore spagnolo (Vitoria, n. 1956)

## Ammiragli(6)
- Juan Bautista Cambiaso, ammiraglio italiano (Genova, n. 1820 - Santo Domingo, † 1886)
- Juan Fernández de Heredia, ammiraglio, generale e scrittore spagnolo (Munébrega, n. 1310 - Avignone, † 1396)
- Juan Lombardo, ammiraglio argentino (Salto, n. 1927 - Buenos Aires, † 2019)
- Juan José Navarro, ammiraglio spagnolo (Messina, n. 1678 - Isla de León, † 1772)
- Juan de Lángara y Huarte, ammiraglio, esploratore e matematico spagnolo (La Coruña, n. 1736 - Madrid, † 1806)
- Juan Martínez de Recalde, ammiraglio spagnolo (Bilbao, n. 1540 - La Coruña, † 1588)

## Anarchici(2)
- Juan De Marchi, anarchico italiano (Torino, n. 1866 - † 1943)
- Juan Puig Elias, anarchico, pedagogista e politico spagnolo (Sallent, n. 1898 - Porto Alegre, † 1972)

## Antropologi(1)
- Juan Bautista Ambrosetti, antropologo e archeologo argentino (Gualeguay, n. 1865 - Buenos Aires, † 1917)

## Arbitri di calcio(8)
- Juan Daniel Cardellino, arbitro di calcio uruguaiano (Montevideo, n. 1942 - Montevideo, † 2007)
- Juan Francisco Escobar, arbitro di calcio paraguaiano (n. 1949)
- Juan Carlos Loustau, ex arbitro di calcio argentino (Temperley, n. 1947)
- Juan Carlos Lugones, ex arbitro di calcio boliviano (n. 1955)
- Juan Martínez Munuera, arbitro di calcio spagnolo (Benidorm, n. 1982)
- Óscar Ortubé, arbitro di calcio boliviano (La Paz, n. 1944 - Buenos Aires, † 2024)
- Juan Luca Sacchi, arbitro di calcio italiano (Treia, n. 1984)
- Juan Ernesto Soto, arbitro di calcio argentino (Caracas, n. 1977)

## Architetti(10)
- Juan de Álava, architetto spagnolo (Larrinoa, n. 1480 - Salamanca, † 1537)
- Juan de Badajoz il Giovane, architetto spagnolo (León, n. 1498 - León, † 1552)
- Juan de Badajoz il Vecchio, architetto spagnolo (Badajoz - León, † 1522)
- Juan Giuria, architetto e storico dell'architettura uruguaiano (Montevideo, n. 1880 - Montevideo, † 1957)
- Juan Gil de Hontañón, architetto spagnolo (Rasines, n. 1480 - Salamanca, † 1526)
- Juan Gómez de Mora, architetto spagnolo (Cuenca, n. 1586 - Madrid, † 1648)
- Juan Navarro Baldeweg, architetto, scultore e pittore spagnolo (Santander, n. 1939)
- Juan de Villanueva, architetto spagnolo (Madrid, n. 1739 - Madrid, † 1811)
- Juan de Herrera, architetto e matematico spagnolo (Roiz, n. 1530 - Madrid, † 1597)
- Juan Bautista de Toledo, architetto e architetto del paesaggio spagnolo (Madrid, n. 1515 - Madrid, † 1567)

## Arcieri(2)
- Juan Holgado, arciere spagnolo (Dierdorf, n. 1968)
- Juan René Serrano, arciere messicano (Guadalajara, n. 1984)

## Arcivescovi cattolici(14)
- Juan José Asenjo Pelegrina, arcivescovo cattolico spagnolo (Sigüenza, n. 1945)
- Juan Bautista Castro, arcivescovo cattolico venezuelano (Caracas, n. 1846 - Caracas, † 1915)
- Juan Sinforiano Bogarín, arcivescovo cattolico paraguaiano (Mbuyapey, n. 1863 - Asunción, † 1949)
- Juan Lozano, arcivescovo cattolico spagnolo (Jumilla, n. 1610 - † 1679)
- Juan Nsue Edjang Mayé, arcivescovo cattolico equatoguineano (Mikomeseng-Kie Ntem, n. 1957)
- Juan Ortega y Montañés, arcivescovo cattolico spagnolo (Siles, n. 1627 - Città del Messico, † 1708)
- Juan Alberto Puiggari, arcivescovo cattolico argentino (Buenos Aires, n. 1949)
- Juan Francisco Sarasti Jaramillo, arcivescovo cattolico colombiano (Cali, n. 1938 - Cali, † 2021)
- Juan Subercaseaux Errázuriz, arcivescovo cattolico cileno (Santiago del Cile, n. 1896 - Regione di Coquimbo, † 1942)
- Juan Torrecillas y Ruiz de Cárdenas, arcivescovo cattolico spagnolo (Almería, n. 1622 - Brindisi, † 1688)
- Juan Antonio de Vizarrón y Eguiarreta, arcivescovo cattolico spagnolo (El Puerto de Santa María, n. 1682 - Città del Messico, † 1747)
- Juan de Zumárraga, arcivescovo cattolico e francescano spagnolo (Durango, n. 1468 - Città del Messico, † 1548)
- Juan de Liermo Hermosa, arcivescovo cattolico spagnolo (San Martín de Liermo, n. 1522 - Santiago di Compostela, † 1582)
- Juan del Río Martín, arcivescovo cattolico spagnolo (Ayamonte, n. 1947 - Madrid, † 2021)

## Artisti(1)
- Juan Félix Sánchez, artista e artigiano venezuelano (San Rafael de Mucuchíes, n. 1900 - San Rafael de Mucuchíes, † 1997)

## Assassini seriali(1)
- Juan Corona, serial killer messicano (Autlán de Navarro, n. 1934 - Corcoran, † 2019)

## Astronomi(4)
- Juan Lacruz, astronomo spagnolo
- Juan Carlos Muzzio, astronomo argentino (n. 1946)
- Juan de Rojas Sarmiento, astronomo spagnolo
- Juan G. Sanguin, astronomo argentino (n. 1933 - † 2006)

## Atlete paralimpiche(2)
- Wang Juan, ex atleta paralimpica cinese (n. 1975)
- Yao Juan, atleta paralimpica cinese (n. 1983)

## Atleti paralimpici(3)
- Juan Antonio Prieto, ex atleta paralimpico spagnolo (Jaén, n. 1969)
- Juan Carlos Prieto, ex atleta paralimpico spagnolo (Jaén, n. 1971)
- Juan Viedma Castillo, ex atleta paralimpico spagnolo (n. 1970)

## Attivisti(1)
- Gabriel Rufián, attivista e politico spagnolo (Santa Coloma de Gramenet, n. 1982)

## Attori(28)
- Juanjo Artero, attore spagnolo (Madrid, n. 1965)
- Juan José Ballesta, attore spagnolo (Parla, n. 1987)
- Juan Diego Botto, attore argentino (Buenos Aires, n. 1975)
- Juan Calvo Domenech, attore spagnolo (Ontinyent, n. 1892 - Madrid, † 1962)
- Jake Cuenca, attore filippino (Quezon City, n. 1987)
- Juan Darthés, attore e cantante brasiliano (San Paolo, n. 1964)
- Juan Pablo Di Pace, attore e cantante argentino (Buenos Aires, n. 1979)
- Juan Diego, attore spagnolo (Bormujos, n. 1942 - Madrid, † 2022)
- Juan Echanove, attore spagnolo (Madrid, n. 1961)
- Juan Fernández, attore spagnolo (Siviglia, n. 1957)
- Juan Fernández de Alarcon, attore e modello dominicano (Santo Domingo, n. 1956)
- Juan Gareda, attore e musicista spagnolo (Madrid, n. 1995)
- Juan Gil Navarro, attore argentino (Buenos Aires, n. 1973)
- JC Gonzalez, attore e cantante colombiano (Bogotà, n. 1990)
- Juan Manuel Guilera, attore e cantante argentino (Buenos Aires, n. 1986)
- El Risitas, attore e comico spagnolo (Siviglia, n. 1956 - Siviglia, † 2021)
- Juan de Landa, attore spagnolo (Mutriku, n. 1894 - Mutriku, † 1968)
- Juan Pedro Lanzani, attore argentino (Buenos Aires, n. 1990)
- Juan Minujín, attore e regista argentino (Buenos Aires, n. 1975)
- Juan Carlos Naya, attore spagnolo (Madrid, n. 1959)
- Ramón Novarro, attore e regista messicano (Victoria de Durango, n. 1899 - Hollywood, † 1968)
- Antonio Prieto, attore e cantante cileno (Iquique, n. 1926 - Santiago del Cile, † 2011)
- Juan Pablo Raba, attore colombiano (Bogotà, n. 1977)
- Jean Reno, attore francese (Casablanca, n. 1948)
- Juan Riedinger, attore canadese (Banff, n. 1981)
- Juan Soler, attore argentino (San Miguel de Tucumán, n. 1966)
- Juan Verduzco, attore messicano (Città del Messico, n. 1946 - Città del Messico, † 2024)
- Juan de Orduña, attore e regista cinematografico spagnolo (Madrid, n. 1900 - Madrid, † 1974)

## Attori pornografici(1)
- Juan El Caballo Loco, attore pornografico statunitense (Santa Barbara, n. 1998)

## Attori teatrali(2)
- Juan Aldovera, attore teatrale spagnolo (Valencia, n. 1722 - Valencia, † 1804)
- Juan Casacuberta, attore teatrale, ballerino e cantante argentino (Buenos Aires, n. 1798 - Santiago del Cile, † 1849)

## Avvocati(7)
- Juan Canaveris, avvocato e notaio italiano (Saluzzo, n. 1748 - Buenos Aires, † 1822)
- Juan Agustín Maza, avvocato e politico argentino (Mendoza, n. 1784 - Malargüe, † 1830)
- Juan José Paso, avvocato e politico argentino (Buenos Aires, n. 1758 - San José de Flores, † 1833)
- Juan Bautista Pérez, avvocato e politico venezuelano (Caracas, n. 1869 - Caracas, † 1952)
- Juan Antonio Ríos, avvocato e politico cileno (Cañete, n. 1888 - Santiago del Cile, † 1946)
- Juan Germán Roscio, avvocato, giornalista e politico venezuelano (San Francisco de Tiznados, n. 1763 - Cúcuta, † 1821)
- Juan Touzón, avvocato spagnolo (Madrid, n. 1898 - Madrid, † 1972)

## Baritoni(1)
- Juan Pons, baritono spagnolo (Ciutadella de Menorca, n. 1946)

## Bassisti(3)
- Juan Alderete de la Peña, bassista statunitense (Los Angeles, n. 1963)
- Juan Croucier, bassista cubano (Santiago di Cuba, n. 1959)
- Juan Nelson, bassista statunitense (Cincinnati, n. 1958 - † 2021)

## Canottieri(2)
- Juan Camps Mas, canottiere spagnolo (Barcellona, n. 1883 - Barcellona, † 1921)
- Juan Rodríguez, canottiere uruguaiano (Dolores, n. 1928 - † 2019)

## Cantanti(7)
- Luck Ra, cantante argentino (Córdoba, n. 1999)
- Juan Luis Guerra, cantante e musicista dominicano (Santo Domingo, n. 1957)
- Iván, cantante spagnolo (Madrid, n. 1962)
- Juanes, cantante e chitarrista colombiano (Carolina del Príncipe, n. 1972)
- Ozuna, cantante, rapper e attore portoricano (San Juan, n. 1992)
- Johnny Pacheco, cantante dominicano (Santiago de los Caballeros, n. 1935 - Teaneck, † 2021)
- Tia Ray, cantante cinese (Huaihua, n. 1984)

## Cantautori(2)
- Fonseca, cantautore colombiano (Bogotà, n. 1979)
- Maluma, cantautore, personaggio televisivo e attore colombiano (Medellín, n. 1994)

## Cantori(1)
- Juan de Urrede, cantore e compositore fiammingo (Bruges)

## Cardinali(33)
- Juan Álvarez de Toledo, cardinale e arcivescovo cattolico spagnolo (Toledo, n. 1488 - Roma, † 1557)
- Juan Carlos Aramburu, cardinale e arcivescovo cattolico argentino (Villa Reducción, n. 1912 - Buenos Aires, † 2004)
- Juan Benlloch y Vivó, cardinale e arcivescovo cattolico spagnolo (Valencia, n. 1864 - Madrid, † 1926)
- Juan José Bonel y Orbe, cardinale e arcivescovo cattolico spagnolo (Pinos del Rey, n. 1782 - Madrid, † 1857)
- Juan Tomás de Boxadors y Sureda de San Martín, cardinale spagnolo (Barcellona, n. 1703 - Roma, † 1780)
- Juan Casanova, cardinale e vescovo cattolico spagnolo (Barcellona, n. 1387 - Firenze, † 1436)
- Juan Castellar y de Borja, cardinale e arcivescovo cattolico spagnolo (Valencia, n. 1441 - Valencia, † 1505)
- Juan Francisco Marco y Catalán, cardinale spagnolo (Bello, n. 1771 - Roma, † 1841)
- Juan Álvaro Cienfuegos Villazón, cardinale e arcivescovo cattolico spagnolo (Agüerina-Miranda, n. 1657 - Roma, † 1739)
- Juan Luis Cipriani Thorne, cardinale e arcivescovo cattolico peruviano (Lima, n. 1943)
- Juan Francisco Fresno Larraín, cardinale e arcivescovo cattolico cileno (Santiago del Cile, n. 1914 - Santiago del Cile, † 2004)
- Juan García Loaysa, cardinale e arcivescovo cattolico spagnolo (Talavera de la Reina, n. 1478 - Madrid, † 1546)
- Juan de la Caridad García Rodríguez, cardinale e arcivescovo cattolico cubano (Camagüey, n. 1948)
- Juan Gualberto Guevara, cardinale e arcivescovo cattolico peruviano (Villa de Vitor, n. 1882 - Lima, † 1954)
- Juan Hurtado de Mendoza, cardinale spagnolo (Guadalajara, n. 1548 - Roma, † 1592)
- Juan Landázuri Ricketts, cardinale e arcivescovo cattolico peruviano (Arequipa, n. 1913 - Lima, † 1997)
- Juan López, cardinale e arcivescovo cattolico spagnolo (Valencia, n. 1454 - Roma, † 1501)
- Juan Margarit i Pau, cardinale e vescovo cattolico spagnolo (Gerona, n. 1421 - Roma, † 1484)
- Juan Martínez Silíceo, cardinale, arcivescovo cattolico e matematico spagnolo (Villagarcía de la Torre, n. 1486 - Toledo, † 1557)
- Juan Martínez de Murillo, cardinale spagnolo (Murillo - Roma, † 1420)
- Juan de la Cruz Ignacio Moreno y Maisanove, cardinale e arcivescovo cattolico guatemalteco (Città del Guatemala, n. 1817 - Toledo, † 1884)
- Juan José Omella, cardinale e arcivescovo cattolico spagnolo (Cretas, n. 1946)
- Juan Pardo de Tavera, cardinale e arcivescovo cattolico spagnolo (Toro, n. 1472 - Valladolid, † 1545)
- Juan Jesús Posadas Ocampo, cardinale e arcivescovo cattolico messicano (Salvatierra, n. 1926 - Guadalajara, † 1993)
- Juan Sandoval Íñiguez, cardinale e arcivescovo cattolico messicano (Yahualica de González Gallo, n. 1933)
- Juan Soldevilla y Romero, cardinale e arcivescovo cattolico spagnolo (Fuentelapeña, n. 1843 - Saragozza, † 1923)
- Juan de Torquemada, cardinale e vescovo cattolico spagnolo (Valladolid, n. 1388 - Roma, † 1468)
- Juan de Vera, cardinale spagnolo (Alzira, n. 1453 - Roma, † 1507)
- Juan de Zúñiga y Pimentel, cardinale e arcivescovo cattolico spagnolo (Béjar, n. 1459 - Cáceres, † 1504)
- Juan de Carvajal, cardinale e vescovo cattolico spagnolo (Trujillo - Roma, † 1469)
- Juan de Castro, cardinale e vescovo cattolico spagnolo (Valencia, n. 1431 - Roma, † 1506)
- Juan de Cervantes, cardinale spagnolo (Lora del Río - Siviglia, † 1453)
- Juan de Mella, cardinale e vescovo cattolico spagnolo (Zamora, n. 1397 - Roma, † 1467)

## Cavalieri(1)
- Juan Carlos García, cavaliere colombiano (Bogotà, n. 1967)

## Chimici(1)
- Juan José Delhuyar, chimico e mineralogista spagnolo (Logroño, n. 1754 - Bogotà, † 1796)

## Chitarristi(4)
- Juan Alais, chitarrista argentino (Buenos Aires, n. 1844 - Buenos Aires, † 1914)
- Juan Carlos Biondini, chitarrista e cantante argentino (Junín, n. 1948)
- Juan Lorenzo, chitarrista italiano
- Juan Francisco Ordóñez, chitarrista e compositore dominicano (Santo Domingo, n. 1961)

## Ciclisti su strada(22)
- Juan Diego Alba, ciclista su strada colombiano (Tuta, n. 1997)
- Juan Ayuso, ciclista su strada spagnolo (Jávea, n. 2002)
- Juan Carlos Castillo, ciclista su strada colombiano (Manizales, n. 1964 - Chinchiná, † 1993)
- Juan José Cobo, ex ciclista su strada spagnolo (Cabezón de la Sal, n. 1981)
- Juan Carlos Domínguez, ex ciclista su strada spagnolo (Íscar, n. 1971)
- Juan Javier Estrada, ex ciclista su strada spagnolo (Chiclana de la Frontera, n. 1981)
- Juan Fernández Martín, ex ciclista su strada e dirigente sportivo spagnolo (Alhama de Granada, n. 1957)
- Juan Antonio Flecha, ex ciclista su strada argentino (Buenos Aires, n. 1977)
- Juan Gimeno, ciclista su strada spagnolo (Barcellona, n. 1913 - Barcellona, † 1998)
- Juan Carlos Guillamón, ex ciclista su strada spagnolo (Murcia, n. 1974)
- Juan José Haedo, ex ciclista su strada argentino (Chascomús, n. 1981)
- Juan José Lobato, ex ciclista su strada spagnolo (Trebujena, n. 1988)
- Juan Pedro López, ciclista su strada spagnolo (Lebrija, n. 1997)
- Juan Miguel Mercado, ex ciclista su strada spagnolo (Granada, n. 1978)
- Juan Sebastián Molano, ciclista su strada e pistard colombiano (Paipa, n. 1994)
- Juan Felipe Osorio, ciclista su strada colombiano (La Unión, n. 1995)
- Juan Pujol, ex ciclista su strada spagnolo (Terrassa, n. 1952)
- Juan Manuel Santisteban, ciclista su strada spagnolo (Ampuero, n. 1944 - Aci Sant'Antonio, † 1976)
- Mauricio Soler, ex ciclista su strada colombiano (Ramiriquí, n. 1983)
- Juan Pablo Valencia, ex ciclista su strada e pistard colombiano (Medellín, n. 1988)
- Juan Carlos Vicario, ciclista su strada spagnolo (Fuenlabrada, n. 1971 - Fuenlabrada, † 2012)
- Juan José de los Ángeles, ex ciclista su strada spagnolo (Xeraco, n. 1973)

## Compositori(14)
- Juan de Araujo, compositore spagnolo (Villafranca de los Barros, n. 1646 - Sucre, † 1712)
- Juan Crisóstomo de Arriaga, compositore spagnolo (Bilbao, n. 1806 - Parigi, † 1826)
- Leo Brouwer, compositore, chitarrista e direttore d'orchestra cubano (L'Avana, n. 1939)
- Juan José Castro, compositore e direttore d'orchestra argentino (Avellaneda, n. 1895 - Buenos Aires, † 1968)
- Juan Bautista Comes, compositore spagnolo (Valencia, n. 1582 - Valencia, † 1643)
- Juan García Esquivel, compositore e pianista messicano (Tampico, n. 1918 - Jiutepec, † 2002)
- Juan de Dios Filiberto, compositore e direttore d'orchestra argentino (Buenos Aires, n. 1885 - Buenos Aires, † 1964)
- Juan Gutiérrez de Padilla, compositore spagnolo (Malaga - Puebla, † 1664)
- Juan Hidalgo de Polanco, compositore e arpista spagnolo (Madrid, n. 1614 - Madrid, † 1685)
- Julio De Caro, compositore, musicista e direttore d'orchestra argentino (Buenos Aires, n. 1899 - Mar del Plata, † 1980)
- Juan Maglio ''Pacho'', compositore e direttore d'orchestra argentino (Buenos Aires, n. 1880 - Buenos Aires, † 1934)
- Juan Bautista Plaza, compositore venezuelano (Caracas, n. 1898 - Caracas, † 1965)
- Juan María Solare, compositore e pianista argentino (Buenos Aires, n. 1966)
- Juan Trigos, compositore e direttore d'orchestra messicano (Città del Messico, n. 1965)

## Condottieri(3)
- Giovanni d'Austria, condottiero e politico spagnolo (Madrid, n. 1629 - Madrid, † 1679)
- Juan de Grijalva, condottiero e esploratore spagnolo (Cuéllar - Olancho, † 1527)
- Juan Ponce de León, condottiero spagnolo (Santervás de Campos, n. 1460 - L'Avana, † 1521)

## Corsari(1)
- Juan Bautista Azopardo, corsaro e militare maltese (Senglea, n. 1772 - Buenos Aires, † 1848)

## Criminali(5)
- Juan García Ábrego, criminale messicano (Matamoros, n. 1944)
- Juan Nepomuceno Guerra, criminale messicano (Matamoros, n. 1915 - Matamoros, † 2001)
- Juan Matta-Ballesteros, criminale honduregno (Tegucigalpa, n. 1945)
- Juan David Ochoa Vásquez, criminale colombiano (n. 1946 - † 2013)
- Juan de Jáuregui, criminale spagnolo (Bilbao, n. 1562 - Anversa, † 1582)

## Cuochi(1)
- Juan Mari Arzak, cuoco spagnolo (San Sebastián, n. 1942)

## Danzatori(1)
- Nacho Duato, danzatore e coreografo spagnolo (Valencia, n. 1957)

## Diplomatici(6)
- Juan García del Río, diplomatico, scrittore e politico colombiano (Cartagena de Indias, n. 1794 - Città del Messico, † 1856)
- Juan Pablo Pérez Alfonzo, diplomatico, politico e avvocato venezuelano (Caracas, n. 1903 - Washington, † 1979)
- Juan Somavía, diplomatico cileno (n. 1941)
- Juan de Mendoza y Velasco, diplomatico spagnolo (Hinojosa de Campo - † 1628)
- Juan de Zúñiga y Requeséns, diplomatico e politico spagnolo (Valladolid, n. 1539 - Madrid, † 1586)
- Juan Martín de la Serna, diplomatico, politico e pioniere dell'aviazione argentino (n. 1871 - † 1908)

## Direttori d'orchestra(1)
- Juan Bautista Otero, direttore d'orchestra, editore musicale e regista spagnolo (Madrid, n. 1964)

## Direttori di coro(1)
- Juan Carlos Bersague, direttore di coro cubano (L'Avana, n. 1963)

## Dirigenti sportivi(11)
- Juan Manuel Gárate, dirigente sportivo e ex ciclista su strada spagnolo (Irun, n. 1976)
- Juan Carlos González Salvador, dirigente sportivo e ex ciclista su strada spagnolo (Bilbao, n. 1964)
- Juan Francisco Torres, dirigente sportivo e ex calciatore spagnolo (Alicante, n. 1985)
- Juan Martínez Oliver, dirigente sportivo, ex ciclista su strada e pistard spagnolo (Almería, n. 1964)
- Juan Luis Mora, dirigente sportivo, allenatore di calcio e ex calciatore spagnolo (Aranjuez, n. 1973)
- Juan José Oroz, dirigente sportivo e ex ciclista su strada spagnolo (Pamplona, n. 1980)
- Juan Román Riquelme, dirigente sportivo e ex calciatore argentino (San Fernando, n. 1978)
- Juan Padrós, dirigente sportivo spagnolo (Barcellona, n. 1869 - † 1932)
- Juan Antonio Samaranch, dirigente sportivo e politico spagnolo (Barcellona, n. 1920 - Barcellona, † 2010)
- Juan Pablo Sorín, dirigente sportivo e ex calciatore argentino (Buenos Aires, n. 1976)
- Juan Sebastián Verón, dirigente sportivo e ex calciatore argentino (La Plata, n. 1975)

## Disc jockey(1)
- Juan Magán, disc jockey, cantante e produttore discografico spagnolo (Badalona, n. 1978)

## Discoboli(1)
- Juan Martínez, ex discobolo cubano (Guanabacoa, n. 1958)

## Drammaturghi(7)
- Juan Bautista Diamante, drammaturgo spagnolo (Madrid, n. 1625 - Madrid, † 1687)
- Juan Ignacio González del Castillo, commediografo spagnolo (Cadice, n. 1763 - Cadice, † 1800)
- Juan Eugenio Hartzenbusch, drammaturgo, scrittore e filologo spagnolo (Madrid, n. 1806 - Madrid, † 1880)
- Juan Mayorga, drammaturgo e filosofo spagnolo (Madrid, n. 1965)
- Juan Pérez de Montalbán, drammaturgo, poeta e presbitero spagnolo (Madrid, n. 1602 - Madrid, † 1638)
- Juan Ruiz de Alarcón, drammaturgo e scrittore messicano (Taxco, n. 1581 - Madrid, † 1639)
- Juan Vélez de Guevara, drammaturgo spagnolo (Madrid, n. 1611 - † 1675)

## Esploratori(24)
- Juan Alonso de Badajoz, esploratore spagnolo (Chuquinga, † 1555)
- Juan Bautista de Anza, esploratore e politico spagnolo (Fronteras, n. 1736 - Arizpe, † 1788)
- Juan de Ayala, esploratore e navigatore spagnolo (Osuna, n. 1745 - † 1797)
- Juan de Ayolas, esploratore spagnolo (Paraguay)
- Juan de Bermúdez, esploratore e navigatore spagnolo (Palos de la Frontera - Cuba, † 1520)
- Juan Cano de Saavedra, esploratore spagnolo (provincia di Cáceres - Siviglia, † 1572)
- Juan Díaz de Solís, esploratore spagnolo (Lebrija, n. 1470 - Río de la Plata, † 1516)
- Juan Fernández, esploratore e navigatore spagnolo (Cartagena, n. 1536 - Santiago del Cile, † 1604)
- Juan Gaetano, esploratore e navigatore spagnolo
- Juan Galindo, esploratore e archeologo costaricano (n. 1802 - Tegucigalpa, † 1839)
- Juan de Garay, esploratore spagnolo (Junta de Villalba de Losa, n. 1528 - Río de la Plata, † 1583)
- Juan Garrido, esploratore spagnolo
- Juan Jufré, esploratore spagnolo (Medina de Rioseco, n. 1516 - Santiago del Cile, † 1578)
- Juan Ortiz de Zárate, esploratore spagnolo (Orduña - Asunción, † 1575)
- Juan de Oñate, esploratore spagnolo (n. 1552 - † 1626)
- Juan Pardo, esploratore spagnolo
- Juan José Pérez Hernández, esploratore spagnolo (Palma di Maiorca - Oceano Pacifico, † 1775)
- Juan Pérez de Zurita, esploratore spagnolo (n. 1516 - Sucre, † 1595)
- Juan Ponce de León II, esploratore spagnolo (Porto Rico - San Juan, † 1591)
- Juan Rodríguez Cabrillo, esploratore portoghese (n. 1499 - São Miguel, † 1543)
- Juan de Salcedo, esploratore spagnolo (Messico, n. 1549 - Vigan, † 1576)
- Juan Serrano, esploratore portoghese (Isola di Mactan, † 1521)
- Juan Velázquez de León, esploratore spagnolo (Tenochtitlán, † 1520)
- Juan de Esquivel, esploratore spagnolo (n. 1480 - † 1515)

## Filosofi(6)
- Juan Azor, filosofo e presbitero spagnolo (Lorca, n. 1535 - Roma, † 1603)
- Juan Donoso Cortés, filosofo, politologo e diplomatico spagnolo (Don Benito, n. 1809 - Parigi, † 1853)
- Juan David García Bacca, filosofo spagnolo (Pamplona, n. 1901 - Quito, † 1991)
- Juan Nuño, filosofo venezuelano (Madrid, n. 1927 - Caracas, † 1995)
- Juan Plazaola Artola, filosofo, teologo e storico dell'arte spagnolo (San Sebastián, n. 1919 - San Sebastián, † 2005)
- Juan Luis Vives, filosofo e umanista spagnolo (Valencia, n. 1492 - Bruges, † 1540)

## Fisici(2)
- Juan Martín Maldacena, fisico argentino (Buenos Aires, n. 1968)
- Juan Ignacio Cirac Sasturain, fisico spagnolo (Manresa, n. 1965)

## Flautisti(1)
- Leo Rojas, flautista e compositore ecuadoriano (Otavalo, n. 1984)

## Fondisti(1)
- Juan Jesús Gutiérrez, ex fondista spagnolo (Reinosa, n. 1969)

## Francescani(2)
- Juan Bermudo, francescano, teorico della musica e compositore spagnolo (Écija)
- Juan de Jesús, francescano e mistico spagnolo (Icod de los Vinos, n. 1615 - San Cristóbal de La Laguna, † 1687)

## Fumettisti(5)
- Juan Díaz Canales, fumettista e sceneggiatore spagnolo (Madrid, n. 1972)
- Juan Ferreyra, fumettista argentino (Córdoba, n. 1978)
- Juan Giménez, fumettista e illustratore argentino (Mendoza, n. 1943 - Mendoza, † 2020)
- Jan, fumettista spagnolo (Villadecanes, n. 1939)
- Juan Zanotto, fumettista argentino (Cuceglio, n. 1935 - Buenos Aires, † 2005)

## Funzionari(1)
- Juan Verde, funzionario e imprenditore statunitense (Telde, n. 1971)

## Generali(30)
- Juan de Acuña y Bejarano, generale spagnolo (Lima, n. 1658 - Città del Messico, † 1734)
- Juan N. Álvarez, generale e politico messicano (Atoyac, n. 1790 - La Providencia, † 1867)
- Juan Andreu Almazán, generale, politico e imprenditore messicano (Olinalá, n. 1891 - Città del Messico, † 1965)
- Juan Luis Beigbeder, generale e politico spagnolo (Cartagena, n. 1888 - Madrid, † 1957)
- Juan Manuel Cajigal, generale spagnolo (Cadice, n. 1757 - Guanabacoa, † 1823)
- Manuel Contreras, generale, agente segreto e criminale cileno (Santiago del Cile, n. 1929 - Santiago del Cile, † 2015)
- Juan de la Cruz Mourgeón, generale spagnolo (Quito, † 1822)
- Juan Martín Díez, generale spagnolo (Castrillo de Duero, n. 1775 - Nava de Roa, † 1825)
- Juan Tomás Enríquez de Cabrera, generale e politico spagnolo (Genova, n. 1646 - Estremoz, † 1705)
- Juan Andrés Gelly y Obes, generale argentino (Buenos Aires, n. 1815 - Buenos Aires, † 1904)
- Juan Vicente Gómez, generale e politico venezuelano (Hacienda La Mulera, n. 1857 - Maracay, † 1935)
- Juan Vicente de Güemes Padilla Horcasitas y Aguayo, generale spagnolo (L'Avana, n. 1738 - Madrid, † 1799)
- Juan Francisco de Güemes y Horcasitas, generale spagnolo (Reinosa, n. 1681 - Madrid, † 1766)
- Juan Van Halen, generale spagnolo (San Fernando, n. 1788 - Cadice, † 1864)
- Juan Henríquez de Villalobos, generale spagnolo (n. 1630 - Madrid, † 1689)
- Juan de Rocamora, generale spagnolo (Orihuela, n. 1618 - Orihuela, † 1691)
- Juan Alberto Melgar Castro, generale honduregno (Marcala, n. 1930 - San Pedro Sula, † 1987)
- Juan Modesto, generale e antifascista spagnolo (El Puerto de Santa María, n. 1906 - Praga, † 1969)
- Juan Domingo de Monteverde, generale spagnolo (San Cristóbal de La Laguna, n. 1773 - San Fernando, † 1832)
- Juan N. Navarro, generale e medico messicano (Michoacán, n. 1823 - † 1914)
- Juan Carlos Onganía, generale e politico argentino (Marcos Paz, n. 1914 - Buenos Aires, † 1995)
- Juan Domingo Perón, generale e politico argentino (Lobos, n. 1895 - Olivos, † 1974)
- Juan Prim, generale e politico spagnolo (Reus, n. 1814 - Madrid, † 1870)
- Juan José de Sámano y Uribarri, generale spagnolo (Selaya, n. 1753 - Panama, † 1821)
- Juan José Torres, generale e politico boliviano (Cochabamba, n. 1920 - Buenos Aires, † 1976)
- Juan de Torrezar Díaz Pimienta, generale spagnolo (Bogotà, † 1782)
- Pío de Tristán, generale e politico peruviano (Arequipa, n. 1773 - Lima, † 1860)
- Juan Velasco Alvarado, generale e politico peruviano (Piura, n. 1910 - Lima, † 1977)
- Juan de Velasco de la Cueva y Pacheco, generale e politico spagnolo (Madrid, n. 1608 - † 1650)
- Juan de Prado y Malleza, generale e politico spagnolo (León, n. 1716 - Vitigudino, † 1770)

## Gesuiti(5)
- Juan Ignacio Aguilar, gesuita peruviano (Huamanga, n. 1716 - Ferrara, † 1799)
- Jerónimo Doménech, gesuita spagnolo (Valencia, n. 1516 - Valencia, † 1592)
- Juan Alfonso de Polanco, gesuita spagnolo (Burgos, n. 1517 - Roma, † 1576)
- Juan de Lugo, gesuita, cardinale e teologo spagnolo (Madrid, n. 1583 - Roma, † 1660)
- Juan de Mariana, gesuita, teologo e storico spagnolo (Talavera de la Reina, n. 1536 - Toledo, † 1624)

## Giocatori di baseball(8)
- Juan Pablo Angrisano, giocatore di baseball argentino (Buenos Aires, n. 1980)
- Juan Centeno, giocatore di baseball portoricano (Arecibo, n. 1989)
- Juan Carlos Infante, ex giocatore di baseball venezuelano (Caracas, n. 1981)
- Juan Lagares, giocatore di baseball dominicano (Constanza, n. 1989)
- Juan Padilla, giocatore di baseball cubano (L'Avana, n. 1965)
- Juan Pierre, giocatore di baseball statunitense (Mobile, n. 1977)
- Juan Soto, giocatore di baseball dominicano (Santo Domingo, n. 1998)
- Juan Marichal, ex giocatore di baseball dominicano (Montecristi, n. 1937)

## Giocatori di calcio a 5(14)
- Juanjo Angosto, ex giocatore di calcio a 5 spagnolo (Murcia, n. 1985)
- Juan Ávalos, ex giocatore di calcio a 5 argentino (n. 1962)
- Juan Luis Barragán Rodríguez, ex giocatore di calcio a 5 spagnolo (Madrid, n. 1972)
- Catela, giocatore di calcio a 5 spagnolo (Cadice, n. 1995)
- Juan Coronel, ex giocatore di calcio a 5 paraguaiano (n. 1967)
- Juan Falco, giocatore di calcio a 5 uruguaiano (n. 1978)
- Juan Montiel, ex giocatore di calcio a 5 paraguaiano (n. 1965)
- Juan Peralta, ex giocatore di calcio a 5 paraguaiano (n. 1956)
- Juan Carlos Portal, ex giocatore di calcio a 5 cubano (L'Avana, n. 1967)
- Juan Pérez Lozano, giocatore di calcio a 5 spagnolo (Santaella, n. 1987)
- Juan José Ruiz, ex giocatore di calcio a 5 guatemalteco (n. 1980)
- Juan Adrián Salas, giocatore di calcio a 5 paraguaiano (n. 1990)
- Juan Simón, ex giocatore di calcio a 5 spagnolo (n. 1964)
- Juan Ignacio Werner, ex giocatore di calcio a 5 spagnolo (Madrid, n. 1978)

## Giocatori di football americano(2)
- Juan Thornhill, giocatore di football americano statunitense (Altavista, n. 1995)
- Juan Viscardi, giocatore di football americano svizzero (n. 1988)

## Giocatori di poker(1)
- Carlos Mortensen, giocatore di poker spagnolo (Ambato, n. 1972)

## Giocatori di polo(2)
- Juan Miles, giocatore di polo argentino (Buenos Aires, n. 1895 - Buenos Aires, † 1981)
- Juan Nelson, giocatore di polo argentino (Buenos Aires, n. 1891 - Buenos Aires, † 1985)

## Giornalisti(4)
- Juan Aparicio López, giornalista spagnolo (Guadix, n. 1906 - Madrid, † 1987)
- Juan Crisóstomo Centurión, giornalista, educatore e diplomatico paraguaiano (Itauguá, n. 1840 - Asunción, † 1909)
- Juan Gargurevich, giornalista e docente peruviano (Mollendo, n. 1934)
- Juan Sasturain, giornalista, fumettista e scrittore argentino (Adolfo Gonzales Chaves, n. 1945)

## Giuristi(6)
- Juan Barahona, giurista e diplomatico spagnolo (Espejo, n. 1519 - Milano, † 1565)
- Juan Pedro Fontanella, giurista spagnolo (Olot, n. 1576 - Perpignano, † 1649)
- Juan Frutos, giurista e politico paraguaiano (Asunción, n. 1879 - Asunción, † 1960)
- Juan de Hevia Bolaños, giurista spagnolo (Oviedo, n. 1570 - Lima, † 1623)
- Juan Francisco de Montemayor de Cuenca, giurista, magistrato e scrittore spagnolo (Laluenga, n. 1618 - † 1685)
- Juan Vallet de Goytisolo, giurista spagnolo (Barcellona, n. 1917 - Madrid, † 2011)

## Hockeisti su ghiaccio(1)
- Juan Muñoz, hockeista su ghiaccio spagnolo (Jaca, n. 1990)

## Hockeisti su pista(1)
- Juan Fariza, ex hockeista su pista spagnolo (La Coruña, n. 1985)

## Hockeisti su prato(3)
- Juan Amat, hockeista su prato spagnolo (Terrassa, n. 1946 - Terrassa, † 2022)
- Juan Escarré, ex hockeista su prato e allenatore di hockey su prato spagnolo (Alicante, n. 1969)
- Juan Manuel Vivaldi, hockeista su prato argentino (Buenos Aires, n. 1979)

## Illusionisti(1)
- Juan Tamariz, illusionista spagnolo (Madrid, n. 1942)

## Imprenditori(5)
- Juan Culiolo, imprenditore e dirigente sportivo argentino (Buenos Aires, n. 1893 - Genova, † 1984)
- Juan Estefanía, imprenditore spagnolo (Bilbao, n. 1884 - Huelva, † 1943)
- Juan Larrea, imprenditore e politico argentino (Mataró, n. 1782 - Buenos Aires, † 1847)
- Juan Anacleto Araneta, imprenditore e rivoluzionario filippino (Bago, n. 1852 - † 1924)
- Juan Trippe, imprenditore statunitense (Sea Bright, n. 1899 - New York, † 1981)

## Informatici(1)
- Juan Carlos De Martin, informatico italiano (Córdoba, n. 1966)

## Ingegneri(1)
- Juan de la Cierva, ingegnere, inventore e aviatore spagnolo (Murcia, n. 1895 - Croydon, † 1936)

## Insegnanti(1)
- Juan Carlos Ceriani, insegnante uruguaiano (Buenos Aires, n. 1907 - Montevideo, † 1996)

## Linguisti(1)
- Juan Miguel Lope Blanch, linguista e filologo spagnolo (Madrid, n. 1927 - Città del Messico, † 2002)

## Lottatori(1)
- Juan Marén, ex lottatore cubano (Santiago di Cuba, n. 1971)

## Lunghisti(1)
- Juan Miguel Echevarría, lunghista cubano (Camagüey, n. 1998)

## Magistrati(3)
- Juan Carlos Campo, giudice e politico spagnolo (Osuna, n. 1961)
- Juan Guzmán, giudice cileno (San Salvador, n. 1939 - Santiago del Cile, † 2021)
- Juan de Lanuza y Urrea, magistrato, politico e nobile spagnolo (n. 1564 - Saragozza, † 1591)

## Maratoneti(1)
- Juan Carlos Zabala, maratoneta argentino (Rosario, n. 1911 - Buenos Aires, † 1983)

## Marciatori(2)
- Juan Manuel Cano, marciatore argentino (San Miguel de Tucumán, n. 1987)
- Juan Manuel Molina, marciatore spagnolo (Cieza, n. 1979)

## Matematici(3)
- Juan Carlos Latorre, matematico e politico cileno (Santiago del Cile, n. 1949)
- Juan de Ortega, matematico spagnolo (Palencia, n. 1480 - † 1568)
- Juan Pérez de Moya, matematico e scrittore spagnolo (Santisteban del Puerto, n. 1512 - Granada, † 1596)

## Medici(3)
- Juan de Jarava, medico e scrittore spagnolo
- Juan de Lázaro Gutiérrez, medico spagnolo (Sepúlveda)
- Juan de Dios Vial Correa, medico cileno (Santiago del Cile, n. 1925 - Madrid, † 2020)

## Mezzofondisti(3)
- Juan Luis Barrios, mezzofondista e maratoneta messicano (Città del Messico, n. 1983)
- Juan Carlos Higuero, ex mezzofondista spagnolo (Aranda de Duero, n. 1978)
- Juan Carlos de la Ossa, ex mezzofondista spagnolo (n. 1976)

## Militari(36)
- Juan Nepomuceno Almonte, militare, politico e diplomatico messicano (Nocupétaro, n. 1803 - Parigi, † 1869)
- Juan de Ampíes, ufficiale spagnolo (Saragozza - Hispaniola, † 1533)
- Juan de Angustina Carasa, militare e marinaio spagnolo (Carasa, n. 1535 - † 1598)
- Juan Antonio Álvarez de Arenales, militare argentino (Santoña, n. 1770 - Maveya, † 1831)
- Juan Francisco de la Bodega y Quadra, militare, esploratore e navigatore peruviano (Lima, n. 1743 - † 1794)
- Juan Bautista Bustos, militare e politico argentino (Santa María de Punilla, n. 1779 - Santa Fe, † 1830)
- Juan Bautista Cabral, militare argentino (Saladas, n. 1789 - San Lorenzo, † 1813)
- Juan Carrasco, militare, esploratore e navigatore spagnolo
- Juan Cortina, militare, politico e allevatore messicano (Camargo, n. 1824 - Città del Messico, † 1894)
- Juan Bautista Egusquiza, militare e politico paraguaiano (Asunción, n. 1845 - Asunción, † 1902)
- Juan Alfonso Enríquez de Cabrera, militare spagnolo (Modica, n. 1597 - Madrid, † 1647)
- Juan Antonio Escurra, militare e politico paraguaiano (Caraguatay, n. 1859 - Villa Hayes, † 1929)
- Juan de Homedes, militare spagnolo (Malta, † 1553)
- Juan de la Jaraquemada, militare spagnolo (Isole Canarie - Santiago del Cile, † 1612)
- Juan Manuel de Zúñiga, ufficiale spagnolo (Béjar, n. 1622 - Béjar, † 1660)
- Juan de Ulibarrí, militare e esploratore spagnolo (n. 1670 - † 1716)
- Juan Lavalle, militare e politico argentino (Buenos Aires, n. 1797 - San Salvador de Jujuy, † 1841)
- Juan Manrique de Lara, militare spagnolo (n. 1507 - † 1570)
- Juan Ángel Michelena, militare spagnolo (Maracaibo, n. 1774 - Ferrol, † 1831)
- Juan Esteban Pedernera, militare e politico argentino (San José del Morro, n. 1796 - Buenos Aires, † 1886)
- Juan Domingo Pignatelli de Aragón y Gonzaga, militare spagnolo (Torino, n. 1757 - Madrid, † 1819)
- Juan Pizarro, militare spagnolo (Trujillo, n. 1511 - Cusco, † 1536)
- Juan Pascual Pringles, militare argentino (San Luis, n. 1795 - Chañaral de las Ánimas, † 1831)
- Juan Martín de Pueyrredón, militare e politico argentino (Buenos Aires, n. 1776 - Buenos Aires, † 1850)
- Juan Facundo Quiroga, militare e politico argentino (San Antonio, n. 1788 - Barranca Yaco, † 1835)
- Juan Ramírez Orozco, militare spagnolo (Badajoz, n. 1764 - Madrid, † 1852)
- Juan Williams Rebolledo, militare cileno (Provincia di Melipilla, n. 1825 - Santiago del Cile, † 1910)
- Juan Manuel de Rosas, militare argentino (Buenos Aires, n. 1793 - Southampton, † 1877)
- Juan Ruiz de Apodaca, ufficiale spagnolo (Cadice, n. 1754 - Madrid, † 1835)
- Juan Ruiz de Arce, militare spagnolo (Alburquerque, n. 1507 - Alburquerque, † 1570)
- Juan de Salinas y Zenitagoya, militare e politico ecuadoriano (Sangolquí, n. 1755 - Quito, † 1812)
- Juan Santamaría, militare costaricano (Alajuela, n. 1831 - Rivas, † 1856)
- Juan Bautista Topete, militare e politico spagnolo (San Andrés Tuxtla, n. 1821 - Madrid, † 1885)
- Juan de Urbieta, militare spagnolo (Hernani - Hernani, † 1553)
- Juan José Zúñiga, ex ufficiale boliviano (Uncía, n. 1968)
- Juan de Salazar, militare e esploratore spagnolo (Espinosa de los Monteros, n. 1508 - Asunción, † 1560)

## Missionari(4)
- Juan del Castillo, missionario e gesuita spagnolo (Belmonte, n. 1596 - Ijuí, † 1628)
- Juan Crespi, missionario spagnolo (Palma di Maiorca, n. 1721 - Carmel-by-the-Sea, † 1782)
- Juan de Prado, missionario spagnolo (Morgovejo, n. 1563 - Marrakech, † 1631)
- Juan Ramos de Lora, missionario, docente e vescovo cattolico spagnolo (Los Palacios y Villafranca, n. 1722 - Mérida, † 1790)

## Modelle(1)
- Du Juan, modella cinese (Shanghai, n. 1982)

## Musicisti(7)
- Juan Aguirre, musicista spagnolo (San Sebastián, n. 1970)
- Juan de Anchieta, musicista e compositore spagnolo (Azpeitia, n. 1450 - Azpeitia, † 1523)
- Juan Antonio Arguelles Rius, musicista, programmatore e produttore discografico spagnolo (Malaga, n. 1978 - Benalmádena, † 2007)
- Juan Atkins, musicista statunitense (Detroit, n. 1962)
- Juan D'Arienzo, musicista argentino (Buenos Aires, n. 1900 - Buenos Aires, † 1976)
- Juan de Marcos González, musicista cubano (L'Avana, n. 1954)
- Juan Ricondo, musicista, attore e cantautore spagnolo (Santander, n. 1985)

## Naturalisti(1)
- Juan Ignacio Molina, naturalista, botanico e gesuita cileno (Villa Alegre, n. 1740 - Imola, † 1829)

## Navigatori(4)
- Juan de la Cosa, navigatore spagnolo (Santoña - Yurbacos, † 1510)
- Juan Sebastián Elcano, navigatore spagnolo (Getaria - Oceano Pacifico, † 1526)
- Juan de Fuca, navigatore e esploratore greco (Cefalonia, n. 1536 - Cefalonia, † 1602)
- Juan de Cartagena, marinaio e esploratore spagnolo (Cartagena - Patagonia, † 1520)

## Nobili(13)
- Juan de la Cerda, nobile spagnolo (n. 1514 - † 1575)
- Juan Manuel Fernández Pacheco, nobile spagnolo (Marcilla, n. 1650 - Madrid, † 1725)
- Juan González de la Pezuela y Ceballos, nobile, politico e scrittore spagnolo (Lima, n. 1809 - Madrid, † 1906)
- Juan Claros de Guzmán, IX conte di Niebla, nobile spagnolo (Siviglia, n. 1519 - Sanlúcar de Barrameda, † 1556)
- Juan de Mendoza y Luna, nobile spagnolo (Guadalajara, n. 1571 - Madrid, † 1628)
- Juan Francisco Pacheco, nobile spagnolo (Madrid, n. 1649 - Vienna, † 1718)
- Juan Pacheco, nobile e politico spagnolo (Belmonte, n. 1419 - Santa Cruz de la Sierra, † 1474)
- Juan Alonso Pimentel de Herrera, nobile spagnolo (Villalón de Campos, n. 1553 - Madrid, † 1621)
- Juan Manuel Pérez de Guzmán, VIII duca di Medina Sidonia, nobile e generale spagnolo (n. 1579 - † 1636)
- Juan de Zúñiga y Avellaneda, nobile spagnolo (Peñaranda de Duero, n. 1551 - Peñaranda de Duero, † 1608)
- Juan Nepomuceno de Moncada, nobile e militare messicano (Città del Messico, n. 1781 - San Felipe, † 1850)
- Juan de Moncada y de Tolça, nobile, politico e militare spagnolo († 1560)
- Juan Francisco de la Cerda, nobile e politico spagnolo (Medinaceli, n. 1637 - Madrid, † 1691)

## Nuotatori(1)
- Juan Luis Abellán, nuotatore e pallanuotista spagnolo (Barcellona, n. 1933)

## Organisti(1)
- Juan Cabanilles, organista e compositore spagnolo (Algemesí, n. 1644 - Valencia, † 1712)

## Orientalisti(1)
- Juan Vernet Ginés, orientalista, arabista e storico spagnolo (Barcellona, n. 1923 - Barcellona, † 2011)

## Ostacolisti(1)
- Juan Morales, ex ostacolista e velocista cubano (Santiago di Cuba, n. 1948)

## Pallamanisti(2)
- Juanín García, ex pallamanista spagnolo (León, n. 1977)
- Juan Pérez, ex pallamanista spagnolo (Badajoz, n. 1974)

## Pallanuotisti(3)
- Juan Buceta, pallanuotista uruguaiano (Montevideo, n. 1927 - Montevideo, † 2017)
- Juan Serrat, pallanuotista spagnolo (Sabadell, n. 1927 - Sabadell, † 2015)
- Juan Trejo, pallanuotista messicano (Orizaba, n. 1927 - Città del Messico, † 2012)

## Pallavolisti(7)
- Juan Cuda, pallavolista argentino (Buenos Aires, n. 1987)
- Juan Carlos Cuminetti, ex pallavolista argentino (Rosario, n. 1967)
- Amaury Miranda, pallavolista portoricano (Naranjito, n. 1996)
- Juan Carlos Ribas, pallavolista e giocatore di beach volley portoricano (n. 1993)
- Juan Rosa, pallavolista portoricano (n. 1993)
- Juan José Salvador, pallavolista spagnolo (Almería, n. 1975)
- Juan Vázquez, pallavolista portoricano (n. 1991)

## Patriarchi cattolici(1)
- Juan Portugal de la Puebla, patriarca cattolico spagnolo (Antequera, n. 1703 - Roma, † 1781)

## Pedagogisti(2)
- Juan Uña Gómez, pedagogo, scrittore e politico spagnolo (Maguilla, n. 1838 - Madrid, † 1909)
- Juan de Pablo Bonet, pedagogo spagnolo (El Castellar, n. 1573 - Torres de Berrellén, † 1633)

## Pianisti(1)
- Bebu Silvetti, pianista, compositore e direttore d'orchestra argentino (Quilmes, n. 1944 - Miami, † 2003)

## Piloti automobilistici(5)
- Juan Manuel Correa, pilota automobilistico statunitense (Quito, n. 1999)
- Juan Manuel Fangio, pilota automobilistico argentino (Balcarce, n. 1911 - Buenos Aires, † 1995)
- Juan Jover, pilota automobilistico spagnolo (Barcellona, n. 1903 - Sitges, † 1960)
- Juan Pablo Montoya, pilota automobilistico colombiano (Bogotà, n. 1975)
- Juan Zanelli, pilota automobilistico cileno (Iquique, n. 1906 - Tolosa, † 1944)

## Piloti di rally(1)
- Juanan Delgado, copilota di rally spagnolo (Bilbao, n. 1964)

## Piloti motociclistici(8)
- Juan Bautista Borja, pilota motociclistico spagnolo (Altea, n. 1970)
- Juan Garriga, pilota motociclistico spagnolo (Barcellona, n. 1963 - Barcellona, † 2015)
- Federico Gartner, pilota motociclistico argentino (Leandro N. Alem, n. 1979)
- Juan Pablo Gianini, pilota motociclistico argentino (Salto, n. 1978)
- Juan Francisco Guevara, pilota motociclistico spagnolo (Lorca, n. 1995)
- Juan López Mella, pilota motociclistico spagnolo (Lugo, n. 1965 - Albacete, † 1995)
- Juan Enrique Maturana, pilota motociclistico spagnolo (Granada, n. 1971)
- Nani Roma, pilota motociclistico e pilota di rally spagnolo (Folgueroles, n. 1972)

## Pistard(1)
- Juan Curuchet, ex pistard e ciclista su strada argentino (Mar del Plata, n. 1965)

## Pittori(35)
- Juan José Balzi, pittore, disegnatore e pubblicitario argentino (Buenos Aires, n. 1933 - San Paolo, † 2017)
- Juan Manuel Blanes, pittore uruguaiano (Montevideo, n. 1830 - Pisa, † 1901)
- Juan de Borgoña, pittore spagnolo (n. 1465 - † 1534)
- Juan Capra, pittore, cantautore e poeta cileno (Santiago del Cile, n. 1938 - Santiago del Cile, † 1996)
- Juan Carreño de Miranda, pittore spagnolo (Avilés, n. 1614 - Madrid, † 1685)
- Juan Correa de Vivar, pittore spagnolo (Mascaraque, n. 1510 - Toledo, † 1566)
- Juan Correa, pittore messicano (n. 1646 - † 1716)
- Juan Del Prete, pittore italiano (Vasto, n. 1897 - Buenos Aires, † 1987)
- Juan Do, pittore spagnolo (Xàtiva, n. 1601 - Napoli, † 1656)
- Juan Fernández de Navarrete, pittore spagnolo (Logroño, n. 1526 - Toledo, † 1579)
- Juan de Flandes, pittore fiammingo (Gand - Palencia, † 1519)
- Juan Franch, pittore spagnolo (Barcellona - Madrid, † 1882)
- Juan Francisco González, pittore cileno (Santiago del Cile, n. 1853 - Santiago del Cile, † 1933)
- Juan Gris, pittore e scenografo spagnolo (Madrid, n. 1887 - Boulogne-sur-Seine, † 1927)
- Juan Gómez, pittore spagnolo (Cuenca - San Lorenzo de El Escorial, † 1597)
- Juan van der Hamen, pittore spagnolo (Madrid, n. 1596 - Madrid, † 1631)
- Juan Rodríguez Juárez, pittore messicano (Città del Messico, n. 1675 - Città del Messico, † 1728)
- Juan de Leví, pittore spagnolo
- Juan Luna, pittore e attivista filippino (Badoc, n. 1857 - Hong Kong, † 1899)
- Juan Bautista Maíno, pittore spagnolo (Pastrana, n. 1578 - Madrid, † 1649)
- Juan Martínez Abades, pittore spagnolo (Gijón, n. 1862 - Madrid, † 1920)
- Juan Bautista Martínez del Mazo, pittore spagnolo (Provincia di Cuenca - Madrid, † 1667)
- Juan Mates, pittore spagnolo (Vilafranca del Penedès - Barcellona, † 1431)
- Juan O'Gorman, pittore e architetto messicano (Delegazione Coyoacán, n. 1905 - Città del Messico, † 1982)
- Juan Pantoja de la Cruz, pittore spagnolo (Valladolid, n. 1553 - Madrid, † 1608)
- Juan de Pareja, pittore spagnolo (Antequera, n. 1606 - Madrid, † 1670)
- Juan Angel Puxeddu, pittore e scultore italiano (San Pantaleo, n. 1593 - † 1680)
- Juan Ribalta, pittore spagnolo (Madrid, n. 1597 - Valencia, † 1628)
- Juan de las Roelas, pittore spagnolo (Siviglia, n. 1588 - Olivares, † 1625)
- Juan Sala, pittore spagnolo (Barcellona, n. 1869 - Parigi, † 1918)
- Pablo Salinas, pittore spagnolo (Madrid, n. 1871 - Roma, † 1946)
- Juan Sánchez Cotán, pittore e monaco cristiano spagnolo (Orgaz, n. 1560 - Granada, † 1627)
- Juan de Valdés Leal, pittore spagnolo (Siviglia, n. 1622 - Siviglia, † 1690)
- Juan Antonio Vera Calvo, pittore spagnolo (Siviglia, n. 1825 - Siviglia, † 1905)
- Juan de Arellano, pittore spagnolo (Santorcaz, n. 1614 - Madrid, † 1676)

## Poeti(20)
- Juan Álvarez Gato, poeta spagnolo (Madrid, n. 1440 - † 1509)
- Juan de Arguijo, poeta spagnolo (Siviglia, n. 1567 - Siviglia, † 1622)
- Juan Boscán, poeta spagnolo (Barcellona, n. 1492 - Perpignano, † 1542)
- Juan Calzadilla, poeta, pittore e critico d'arte venezuelano (Altagracia de Orituco, n. 1930 - Caracas, † 2025)
- Juan de la Cueva, poeta e drammaturgo spagnolo (Siviglia, n. 1543 - Granada, † 1612)
- Juan del Encina, poeta, drammaturgo e compositore spagnolo (Encinas, Salamanca, n. 1468 - León, † 1529)
- Juan Fernández de Heredia, poeta e commediografo spagnolo (Valencia, n. 1480 - Valencia, † 1549)
- Juan Gelman, poeta, scrittore e giornalista argentino (Buenos Aires, n. 1930 - Città del Messico, † 2014)
- Juan María Gutiérrez, poeta argentino (Buenos Aires, n. 1809 - Buenos Aires, † 1878)
- Juan Ramón Jiménez, poeta spagnolo (Moguer, n. 1881 - San Juan, † 1958)
- Juan Rico, poeta, storico e giornalista spagnolo (Elda, n. 1821 - Madrid, † 1870)
- Juan Latino, poeta, letterato e docente spagnolo (Baena, n. 1518 - Granada)
- Juan de Mena, poeta e umanista spagnolo (Cordova, n. 1411 - Torrelaguna, † 1456)
- Pedru Pisurzi, poeta e religioso italiano (Bantine, n. 1707 - Bantine, † 1796)
- Juan Ruiz, poeta spagnolo (n. 1283 - † 1350)
- Juan Meléndez Valdés, poeta spagnolo (Ribera del Fresno, n. 1754 - Montpellier, † 1817)
- Juan Cruz Varela, poeta, scrittore e drammaturgo argentino (Buenos Aires, n. 1794 - Montevideo, † 1839)
- Juan Antonio Villacañas, poeta, saggista e critico letterario spagnolo (Toledo, n. 1922 - Toledo, † 2001)
- Juan Rodolfo Wilcock, poeta, scrittore e critico letterario argentino (Buenos Aires, n. 1919 - Lubriano, † 1978)
- Juan Zorrilla de San Martín, poeta, diplomatico e scrittore uruguaiano (Montevideo, n. 1855 - Montevideo, † 1931)

## Politologi(2)
- Juan José Linz, politologo spagnolo (Bonn, n. 1926 - New Haven, † 2013)
- Juan Carlos Monedero, politologo, saggista e politico spagnolo (Madrid, n. 1963)

## Presbiteri(9)
- Juan de Jesús Ayala y García, presbitero e politico dominicano (Concepción de la Vega, n. 1789 - San Cristóbal, † 1879)
- Juan Manuel Basurco, presbitero e calciatore spagnolo (Motrico, n. 1944 - San Sebastián, † 2014)
- Juan Antonio Guerrero Alves, presbitero e gesuita spagnolo (Mérida, n. 1959)
- Juan Huguet y Cardona, presbitero spagnolo (Alayor, n. 1913 - Ferrerías, † 1936)
- Juan Carlos Scannone, presbitero e teologo argentino (Buenos Aires, n. 1931 - San Miguel, † 2019)
- Juan Edmundo Vecchi, presbitero argentino (Viedma, n. 1931 - Roma, † 2002)
- Juan de Velasco, presbitero, gesuita e storico ecuadoriano (Riobamba, n. 1727 - Faenza, † 1792)
- Juan Nepomuceno Zegrí y Moreno, presbitero spagnolo (Granada, n. 1831 - Malaga, † 1905)
- Juan de Espina, presbitero e musicologo spagnolo (Ampuero, n. 1568 - Madrid, † 1642)

## Procuratori sportivi(1)
- Juan Aísa, procuratore sportivo e ex cestista spagnolo (Madrid, n. 1971)

## Pugili(14)
- Juan Martín Coggi, ex pugile argentino (Fighiera, n. 1961)
- Juan Díaz, pugile messicano (Houston, n. 1983)
- Juan Carlos Duran, pugile argentino (Santa Fe, n. 1936 - Brugnato, † 1991)
- Bai Elorde, pugile filippino (Parañaque, n. 1984)
- Juan Esquer, pugile messicano (Navojoa, n. 1986)
- Juan Fabila Mendoza, ex pugile messicano (Città del Messico, n. 1944)
- Juan Hernández Sierra, ex pugile cubano (Guane, n. 1969)
- Juan Bautista Hernández-Pérez, ex pugile cubano (Pilón, n. 1962)
- Juan Carlos Lemus, ex pugile cubano (n. 1965)
- Juan Manuel López, pugile portoricano (Juncos, n. 1983)
- Juan Manuel Márquez, pugile messicano (Città del Messico, n. 1973)
- Juan Domingo Roldán, pugile argentino (Freyre, n. 1957 - San Francisco, † 2020)
- Juan Alberto Rosas, pugile messicano (Navojoa, n. 1984)
- Juan Evangelista Venegas, pugile portoricano (San Juan, n. 1929 - San Juan, † 1987)

## Rapper(1)
- Wisin, rapper portoricano (Cayey, n. 1978)

## Registi(19)
- Montxo Armendáriz, regista e sceneggiatore spagnolo (Olleta, n. 1949)
- Juanma Bajo Ulloa, regista e sceneggiatore spagnolo (Vitoria, n. 1967)
- Juan Antonio Bardem, regista cinematografico spagnolo (Madrid, n. 1922 - Madrid, † 2002)
- Juan Antonio Bayona, regista spagnolo (Barcellona, n. 1975)
- Juan Bosch, regista e sceneggiatore spagnolo (Valls, n. 1925 - Barcellona, † 2015)
- Juan Luis Buñuel, regista e sceneggiatore francese (Parigi, n. 1934 - Parigi, † 2017)
- Juan José Campanella, regista, sceneggiatore e attore argentino (Buenos Aires, n. 1959)
- Juan Manuel Chumilla-Carbajosa, regista e sceneggiatore spagnolo (Cartagena, n. 1961)
- Juan Carlos Cremata Malberti, regista e sceneggiatore cubano (L'Avana, n. 1961)
- Juan Carlos Fresnadillo, regista, sceneggiatore e produttore cinematografico spagnolo (Santa Cruz de Tenerife, n. 1967)
- Achero Mañas, regista, sceneggiatore e attore spagnolo (Madrid, n. 1966)
- Juan Carlos Medina, regista spagnolo (Miami, n. 1977)
- Juan López Moctezuma, regista messicano (n. 1932 - † 1995)
- Juan Diego Puerta López, regista colombiano (Medellin- Colombia)
- Juan Piquer Simón, regista spagnolo (Valencia, n. 1935 - Valencia, † 2011)
- Juan Sires, regista argentino (Buenos Aires, n. 1906 - Buenos Aires, † 1981)
- Juan Carlos Tabío, regista e sceneggiatore cubano (L'Avana, n. 1943 - L'Avana, † 2021)
- Juan Sebastián Torales, regista, sceneggiatore e montatore argentino (Santiago del Estero, n. 1982)
- Iván Zulueta, regista cinematografico, sceneggiatore e disegnatore spagnolo (San Sebastián, n. 1943 - San Sebastián, † 2009)

## Religiosi(9)
- Juan de Abréu Galindo, religioso e scrittore spagnolo
- Juan Javier Flores Arcas, religioso spagnolo (Linares, n. 1951)
- Juan Grande Román, religioso spagnolo (Carmona, n. 1546 - Jerez de la Frontera, † 1600)
- Giovanni da Medina, religioso, teologo e ambasciatore spagnolo (Medina de Pomar, n. 1490 - Alcalá, † 1547)
- Juan María de Salvatierra, religioso e missionario italiano (Milano, n. 1648 - Guadalajara, † 1717)
- Juan de Ugarte, religioso e missionario honduregno (Tegucigalpa, n. 1662 - Missione di San Francesco Saverio, † 1730)
- Juan de Cabrera, religioso, scrittore e teologo spagnolo (Villarrobledo, n. 1658 - Villarrobledo, † 1730)
- Juan Bautista de Lezana, religioso e teologo spagnolo (Madrid, n. 1586 - Roma, † 1659)
- Juan de Padilla, religioso e poeta spagnolo (Siviglia, n. 1468)

## Rivoluzionari(5)
- Juan Aldama, rivoluzionario messicano (San Miguel el Grande, n. 1774 - Chihuahua, † 1811)
- Juan Carlos Caballero Vega, rivoluzionario messicano (Stato di Chihuahua, n. 1900 - Guadalupe, † 2010)
- Juan José Castelli, rivoluzionario e politico argentino (Buenos Aires, n. 1764 - Buenos Aires, † 1812)
- Juan García Oliver, rivoluzionario e anarchico spagnolo (Reus, n. 1902 - Guadalajara, † 1980)
- Juan Santos Atahualpa, rivoluzionario peruviano (Cusco)

## Rugbisti a 15(15)
- Ignacio Brex, rugbista a 15 e rugbista a 7 argentino (Buenos Aires, n. 1992)
- Juan Martín Fernández Lobbe, rugbista a 15 e allenatore di rugby a 15 argentino (Buenos Aires, n. 1981)
- Juan Fernández Miranda, ex rugbista a 15 e allenatore di rugby a 15 argentino (Buenos Aires, n. 1974)
- Juan Figallo, ex rugbista a 15 argentino (Salta, n. 1988)
- Juan Francesio, ex rugbista a 15, allenatore di rugby a 15 e dirigente sportivo argentino (Rosario, n. 1975)
- Juan Cruz Guillemaín, rugbista a 15 argentino (San Juan, n. 1992)
- Juan Martín Hernández, ex rugbista a 15 e giornalista argentino (Buenos Aires, n. 1982)
- Juan Imhoff, rugbista a 15 argentino (Rosario, n. 1988)
- Juan de Jongh, rugbista a 15 sudafricano (Paarl, n. 1988)
- Juan Lanza, ex rugbista a 15 e allenatore di rugby a 15 argentino (Buenos Aires, n. 1963)
- Juan Cruz Légora, rugbista a 15 argentino (Córdoba, n. 1976)
- Juan Manuel Leguizamón, rugbista a 15 argentino (Santiago del Estero, n. 1983)
- Juan Pablo Orlandi, ex rugbista a 15 argentino (Mendoza, n. 1983)
- Juan Manuel Queirolo, ex rugbista a 15 e allenatore di rugby a 15 argentino (Rosario, n. 1974)
- JJ van der Mescht, rugbista a 15 sudafricano (Pretoria, n. 1999)

## Scacchisti(3)
- Juan Manuel Bellón López, scacchista spagnolo (Valencia, n. 1950)
- Juan Corzo, scacchista spagnolo (Madrid, n. 1873 - L'Avana, † 1941)
- Juan Carlos González Zamora, scacchista messicano (L'Avana, n. 1968)

## Schermidori(8)
- Juan Pablo Barbosa, schermidore argentino (n. 1971)
- Juan Camous, schermidore venezuelano (Nizza, n. 1929 - † 2003)
- Juan Castañeda, schermidore spagnolo (Burgos, n. 1980)
- Juan Gavajda, ex schermidore e maestro di scherma argentino (n. 1950)
- Juan Paladino, ex schermidore uruguaiano (Montevideo, n. 1925)
- Juan Miguel Paz, ex schermidore colombiano (Lovanio, n. 1966)
- Juan Daniel Pirán, ex schermidore argentino (n. 1957)
- Juan Silva, schermidore venezuelano (n. 1982)

## Sciatori alpini(2)
- Juan Manuel Fernández Ochoa, ex sciatore alpino spagnolo (Madrid, n. 1951)
- Juan Carlos Molina Merlos, sciatore alpino e paraciclista spagnolo (Granada, n. 1974)

## Scienziati(1)
- Juan Bautista Juanini, scienziato spagnolo (n. 1636 - † 1691)

## Scrittori(43)
- Juan Abreu, scrittore e pittore cubano (L'Avana, n. 1952)
- Juan Carlos Arce, scrittore e drammaturgo spagnolo (Albacete, n. 1958)
- Juan Alfonso de Baena, scrittore spagnolo (Baena, n. 1375 - † 1434)
- Juan Benet, scrittore spagnolo (Madrid, n. 1927 - Madrid, † 1993)
- Juan Bernier Luque, scrittore spagnolo (La Carlota, n. 1911 - Cordova, † 1989)
- Juan Carlos Chirinos, scrittore venezuelano (Valera, n. 1967)
- Juan Eduardo Cirlot, scrittore spagnolo (Barcellona, n. 1916 - † 1973)
- Juan de Betanzos, scrittore e storico spagnolo (Betanzos - Cusco, † 1576)
- Juan Filloy, scrittore argentino (Córdoba, n. 1894 - † 2000)
- Juan Forn, scrittore e traduttore argentino (Buenos Aires, n. 1959 - Mar de las Pampas, † 2021)
- Juan Gualberto Godoy, scrittore argentino (Mendoza, n. 1793 - † 1864)
- Juan Gómez-Jurado, scrittore spagnolo (Madrid, n. 1977)
- Juan Vicente González, scrittore, giornalista e politico venezuelano (Caracas, n. 1810 - Caracas, † 1886)
- Juan Goytisolo, scrittore spagnolo (Barcellona, n. 1931 - Marrakech, † 2017)
- Juan José Saer, scrittore argentino (Serodino, n. 1937 - Parigi, † 2005)
- Juan Larrea, scrittore e poeta spagnolo (Bilbao, n. 1895 - Córdoba, † 1980)
- Juan de Luna, scrittore spagnolo (Toledo, n. 1575 - Londra, † 1645)
- Juan de Mal Lara, scrittore spagnolo (Siviglia, n. 1524 - † 1571)
- Juan Marinello, scrittore e politico cubano (Ranchuelo, n. 1898 - L'Avana, † 1977)
- Juan Marsé, scrittore spagnolo (Barcellona, n. 1933 - Barcellona, † 2020)
- Juan León Mera, scrittore, politico e pittore ecuadoriano (Ambato, n. 1832 - Ambato, † 1894)
- Juan José Millás, scrittore spagnolo (Valencia, n. 1946)
- Juan Montalvo, scrittore e saggista ecuadoriano (Ambato, n. 1832 - Parigi, † 1889)
- Juan José Morosoli, scrittore uruguaiano (Minas, n. 1899 - Minas, † 1957)
- Juan Jacinto Muñoz Rengel, scrittore spagnolo (Malaga, n. 1974)
- Juan Eusebio Nieremberg, scrittore spagnolo (Madrid, n. 1595 - Madrid, † 1658)
- Juan Carlos Onetti, scrittore e giornalista uruguaiano (Montevideo, n. 1909 - Madrid, † 1994)
- Juan Manuel de Prada, scrittore e opinionista spagnolo (Barakaldo, n. 1970)
- Juan Octavio Prenz, scrittore, poeta e filologo argentino (Ensenada, n. 1932 - Trieste, † 2019)
- Juan Antonio Pérez Bonalde, scrittore, poeta e traduttore venezuelano (Caracas, n. 1846 - La Guaira, † 1892)
- Juan Pérez de Pineda, scrittore spagnolo (Montilla - Parigi, † 1567)
- Juan Rufo, scrittore e militare spagnolo (Cordova - Cordova, † 1620)
- Juan Rulfo, scrittore, sceneggiatore e fotografo messicano (Sayula, n. 1917 - Città del Messico, † 1986)
- Juan Santa Cruz Pachacuti, scrittore
- Juan de Timoneda, scrittore spagnolo (Valencia - Valencia, † 1583)
- Juan Trigos Senties, romanziere, drammaturgo e critico letterario messicano (Città del Messico, n. 1941)
- Juan Valera, scrittore spagnolo (Cabra, n. 1824 - Madrid, † 1905)
- Juan Pablo Villalobos, scrittore messicano (Guadalajara, n. 1973)
- Juan Villoro, scrittore, giornalista e traduttore messicano (Città del Messico, n. 1956)
- Juan Gabriel Vásquez, scrittore colombiano (Bogotà, n. 1973)
- Juan de Zabaleta, scrittore spagnolo (Siviglia - † 1667)
- Juan Clemente Zenea, scrittore e patriota cubano (Bayamo, n. 1832 - L'Avana, † 1871)
- Juan Antonio Zunzunegui, scrittore spagnolo (Portugalete, n. 1901 - Madrid, † 1982)

## Scultori(8)
- Juan Garaizabal, scultore spagnolo (Madrid, n. 1971)
- Juan de Juni, scultore francese (Joigny, n. 1506 - Valladolid, † 1577)
- Juan Martínez Montañés, scultore e pittore spagnolo (Alcalá la Real, n. 1568 - Siviglia, † 1649)
- Juan de Mesa, scultore spagnolo (Cordova, n. 1583 - Siviglia, † 1627)
- Juan Bautista Monegro, scultore e architetto spagnolo (Campoo de Yuso, n. 1545 - Toledo, † 1621)
- Juan Muñoz, scultore spagnolo (Madrid, n. 1953 - Santa Eulària des Riu, † 2001)
- Juan Porcel, scultore spagnolo (Murcia)
- Juan de Ávalos, scultore spagnolo (Mérida, n. 1911 - Madrid, † 2006)

## Sindacalisti(1)
- Evo Morales, sindacalista e politico boliviano (Orinoca, n. 1959)

## Sovrani(3)
- Juan de Guzmán, sovrano († 1569)
- Juan Carlos I di Spagna, sovrano spagnolo (Roma, n. 1938)
- Juan de Santo Domingo de Mendoza Tlacaeleltzin, sovrano azteco († 1563)

## Sportivi(1)
- Juan Lebrón Chincoa, sportivo spagnolo (El Puerto de Santa Maria, n. 1995)

## Stilisti(1)
- John Galliano, stilista inglese (Gibilterra, n. 1960)

## Storici(4)
- Juan Antonio Llorente, storico e politico spagnolo (Rincón de Soto, n. 1756 - Madrid, † 1823)
- Juan López de Velasco, storico e cosmografo spagnolo (Vinuesa, n. 1530 - Madrid, † 1598)
- Juan Emiliano O'Leary, storiografo e poeta paraguaiano (Asunción, n. 1879 - Asunción, † 1969)
- Juan Bautista Pomar, storico e scrittore messicano (Texcoco - † 1590)

## Storici dell'arte(1)
- Juan Agustín Ceán Bermúdez, storico dell'arte e pittore spagnolo (Gijón, n. 1749 - Madrid, † 1829)

## Supercentenari(1)
- Juan Vicente Pérez Mora, supercentenario venezuelano (El Cobre, n. 1909 - San José de Bolivar, † 2024)

## Taekwondoka(1)
- Juan Antonio Ramos, taekwondoka spagnolo (Barcellona, n. 1976)

## Tennisti(16)
- Juan Aguilera, tennista spagnolo (Barcellona, n. 1962 - Barcellona, † 2025)
- Juan Avendaño, ex tennista spagnolo (Luanco, n. 1961)
- Juan Pablo Brzezicki, ex tennista argentino (Buenos Aires, n. 1982)
- Juan Carlos Báguena, ex tennista spagnolo (Barcellona, n. 1967)
- Juan Sebastián Cabal, ex tennista colombiano (Cali, n. 1986)
- Juan Ignacio Carrasco, ex tennista spagnolo (Barcellona, n. 1974)
- Juan Manuel Cerúndolo, tennista argentino (Buenos Aires, n. 2001)
- Juan Manuel Couder, tennista spagnolo (Valladolid, n. 1934 - Madrid, † 1999)
- Juan Gisbert, ex tennista spagnolo (Barcellona, n. 1942)
- Juan Pablo Guzmán, ex tennista e allenatore di tennis argentino (Buenos Aires, n. 1981)
- Juan Ignacio Londero, tennista argentino (Jesús María, n. 1993)
- Juan Antonio Marín, ex tennista costaricano (San José, n. 1975)
- Juan Mónaco, ex tennista argentino (Tandil, n. 1984)
- Juan Pablo Varillas, tennista peruviano (Lima, n. 1995)
- Juan Albert Viloca, ex tennista spagnolo (Barcellona, n. 1973)
- Juan Martín del Potro, ex tennista argentino (Tandil, n. 1988)

## Tenori(3)
- Juan Arvizu, tenore messicano (Santiago de Querétaro, n. 1900 - Città del Messico, † 1985)
- Juan Diego Flórez, tenore peruviano (Lima, n. 1973)
- Juan Francisco Gatell, tenore argentino (La Plata, n. 1978)

## Teologi(6)
- Juan Cardenas, teologo spagnolo (Siviglia, n. 1613 - † 1684)
- Juan Díaz, teologo spagnolo (Cuenca, n. 1510 - Neuburg, † 1546)
- Juan Gil, teologo spagnolo (Olvés, n. 1495 - Siviglia, † 1556)
- Juan Tomás de Rocaberti, teologo e arcivescovo cattolico spagnolo (Peralada, n. 1627 - Madrid, † 1699)
- Juan de Segovia, teologo e arcivescovo cattolico spagnolo (Segovia, n. 1395 - Aiton, † 1458)
- Juan de Valdés, teologo e scrittore spagnolo (Cuenca, n. 1505 - Napoli, † 1541)

## Toreri(1)
- Juan Belmonte, torero spagnolo (Siviglia, n. 1892 - Utrera, † 1962)

## Trombonisti(1)
- Juan Tizol, trombonista e compositore portoricano (Vega Baja, n. 1900 - Inglewood, † 1984)

## Tuffatori(6)
- Juan Botella, tuffatore messicano (Città del Messico, n. 1941 - Città del Messico, † 1970)
- Juan Manuel Celaya, tuffatore messicano (n. 1998)
- Juan Pablo Cortés, tuffatore spagnolo (n. 2004)
- Álvaro Gaxiola, tuffatore messicano (Guadalajara, n. 1937 - Guadalajara, † 2003)
- Juan Ríos Lopera, tuffatore colombiano (n. 1994)
- Juan Guillermo Urán, tuffatore colombiano (Medellín, n. 1983)

## Umanisti(3)
- Juan Andrés, umanista, critico letterario e bibliotecario spagnolo (Planes, n. 1740 - Roma, † 1817)
- Juan Ginés de Sepúlveda, umanista, scrittore e presbitero spagnolo (Cordova, n. 1490 - Cordova, † 1573)
- Juan de Vergara, umanista spagnolo (Toledo, n. 1492 - Toledo, † 1557)

## Velisti(2)
- Juan Costas, velista spagnolo (Barcellona, n. 1945 - † 2018)
- Juan de la Fuente, velista argentino (Buenos Aires, n. 1976)

## Velocisti(1)
- Juan López, velocista uruguaiano (Florida, n. 1926 - Montevideo, † 1978)

## Vescovi(2)
- Juan Corrionero, vescovo spagnolo (Spagna - Catania, † 1592)
- Juan Torres de Osorio, vescovo spagnolo (Cuéllar, n. 1562 - Valladolid, † 1632)

## Vescovi cattolici(30)
- Juan de Acuña, vescovo cattolico e diplomatico spagnolo (Miguel Esteban - L'Aquila, † 1578)
- Francisco Aguirre, vescovo cattolico e giurista spagnolo (Toledo - Tropea, † 1566)
- Juan Ignacio Arrieta Ochoa de Chinchetru, vescovo cattolico spagnolo (Vitoria, n. 1951)
- Juan de la Cruz Barros Madrid, vescovo cattolico cileno (Santiago del Cile, n. 1956)
- Juan Canuti, vescovo cattolico spagnolo (Gerona - Algeri, † 1545)
- Juan Caramuel y Lobkowitz, vescovo cattolico e matematico spagnolo (Madrid, n. 1606 - Vigevano, † 1682)
- Juan Casado Obispo, vescovo cattolico e missionario spagnolo (Fuentecén, n. 1886 - Madrid, † 1941)
- Juan Manuel Cuá Ajacum, vescovo cattolico guatemalteco (Totonicapán, n. 1962)
- Juan Carlos Elizalde Espinal, vescovo cattolico spagnolo (Mezquíriz, n. 1960)
- Juan Rodríguez de Fonseca, vescovo cattolico spagnolo (Toro, n. 1451 - Burgos, † 1524)
- Juan de García y Montenegro, vescovo cattolico spagnolo (Lugo, n. 1716 - Urgell, † 1783)
- Juan García-Santacruz Ortiz, vescovo cattolico spagnolo (Navahermosa, n. 1933 - Toledo, † 2011)
- Juan José Gerardi Conedera, vescovo cattolico guatemalteco (Città del Guatemala, n. 1922 - Città del Guatemala, † 1998)
- Juan Gutiérrez, vescovo cattolico spagnolo (Madrid, n. 1578 - Vigevano, † 1649)
- Juan Rodolfo Laise, vescovo cattolico argentino (Buenos Aires, n. 1926 - San Giovanni Rotondo, † 2019)
- Juan Guillermo López Soto, vescovo cattolico messicano (Santa Bárbara, n. 1947 - Chihuahua, † 2021)
- Juan López, vescovo cattolico, scrittore e storico spagnolo (Borja, n. 1524 - Valladolid, † 1632)
- Juan Carlos Maccarone, vescovo cattolico argentino (Buenos Aires, n. 1940 - Claypole, † 2015)
- Juan Antonio Menéndez Fernández, vescovo cattolico spagnolo (Villamarín, n. 1957 - Astorga, † 2019)
- Juan Montalvo, vescovo cattolico spagnolo (Arévalo - Cartagena, † 1586)
- Juan Orozco Covarrubias y Leiva, vescovo cattolico spagnolo (Toledo, n. 1544 - Guadix, † 1610)
- Juan de Palafox y Mendoza, vescovo cattolico spagnolo (Fitero, n. 1600 - Osma, † 1659)
- Juan Pastor, vescovo cattolico e letterato spagnolo (Utrera - Napoli, † 1664)
- Juan Piris Frígola, vescovo cattolico spagnolo (Cullera, n. 1939)
- Juan Antonio Reig Pla, vescovo cattolico spagnolo (Cocentaina, n. 1947)
- Juan María Uriarte Goiricelaya, vescovo cattolico spagnolo (Fruiz, n. 1933 - Bilbao, † 2024)
- Juan José Salaverry Villarreal, vescovo cattolico peruviano (Lima, n. 1969)
- Juan de Gante, vescovo cattolico spagnolo (Navarrete - Gaeta, † 1605)
- Juan de Zapata y Sandoval, vescovo cattolico spagnolo (n. 1545 - † 1630)
- Juan Antonio del Val Gallo, vescovo cattolico spagnolo (Basconcillos del Tozo, n. 1916 - Santander, † 2002)

## Violinisti(2)
- Giovanni Colbran, violinista spagnolo (Nava del Rey, n. 1751 - Bologna, † 1820)
- Juan Manén, violinista e compositore spagnolo (Barcellona, n. 1883 - Barcellona, † 1971)

## Wrestler(3)
- Dr. Wagner Jr., wrestler messicano (Torreón, n. 1965)
- Pampero Firpo, wrestler argentino (Buenos Aires, n. 1930 - San Jose, † 2020)
- Savio Vega, ex wrestler portoricano (Vega Alta, n. 1964)

## Zoologi(1)
- Juan Gundlach, zoologo cubano (Marburgo, n. 1810 - L'Avana, † 1896)

## Senza attività specificata(10)
- Juan Giha, ex tiratore a volo peruviano (Santiago del Cile, n. 1955)
- Juan Jiménez de Montalvo, spagnolo (Olmedo, n. 1551)
- Juan Diego Cuauhtlatoatzin, veggente azteco (Città del Messico, † 1548)
- Juan de Lebú, nativo americano († 1578)
- Juan Carlos Patino-Arango, colombiano
- Juan Alfonso Pérez de Guzmán, III duca di Medina Sidonia, duca (n. 1464 - † 1507)
- Juan de Torquemada, spagnolo (Torquemada - Città del Messico, † 1624)
- Juan Valiente, spagnolo (Tucapel, † 1553)
- Juan Velázquez Tlacotzin, azteco (Nochixtlan, † 1526)
- Juan de Leyva de la Cerda, spagnolo (Alcalá de Henares, n. 1604 - Guadalajara, † 1678)